# Мовна шизофренія
Мо́вна шизофрені́я, лі́нгвошизофренія або мо́вне роздво́єння (англ. Linguistic schizophrenia, ісп. esquizofrenia lingüística) — критичний соціолінгвістичний термін, що вживається для означення послідовної культурної політики, яка передбачає постійне змішування двох мов, що призводить до поступового витіснення однієї з них. Термін вперше вжито 1977 року індійським лінгвістом Бражем Качру у його праці «Linguistic Schizophrenia and Language Census: A Note on the Indian Situation» (1977) для опису одночасного використання англійської та гінді (та інших індійських мов).
У контексті України мовна шизофренія позначає послідовну культурну політику, яка передбачає постійне змішування української та російської мов, в першу чергу, на телебаченні та радіо. Мовна шизофренія є одним із проявів неоколоніалізму, культурного та мовного імперіалізму з боку Російської Федерації в рамках політики руского міра, і на думку мовознавців призводить до поступового витіснення української мови з усіх сфер вжитку й заміненням її спочатку суржиком, а згодом і російською.
Вважається, що термін у контексті України та української мови уперше вжив у 2006 році український науковець та журналіст Роман Горбик, але широкого поширення в Україні термін не отримав аж до 2015 року та публікації книжки мовознавця та викладача української мови Колумбійського університету Юрія Шевчука «Мовна шизофренія. Quo vadis, Україно?».

## Генеза терміна
В Україні часто помилково вважається що мовна шизофренія є виключно оригінальним українським феноменом, відсутнім в інших країнах Заходу, зокрема саме таку тезу озвучив мовознавець Юрій Шевчук у своїй однойменній книзі 2015 року, де він заявив що «лінгвошизофренія — це оригінально український феномен, відсутній в інших країнах Заходу як мовна політика і культурний стандарт. На відміну від двомовності, або білінгвізму, лінгвошизофренія маловідома і, за малими винятками, не описана в західній соціолінґвістиці. Лінгвошизофренія призводить до поступового витіснення української мови з усіх сфер вжитку й заміною її російською».
Насправді, хоча феномен мовної шизофренії, як феномен одночасного використання російської та української мови, що поступово призводить до повного витіснення останньої, і є унікальним для України, він не є унікальним загалом, оскільки концепція мовної шизофренії була вперше озвучена ще 1977 року індійським лінгвістом Бражем Качру у його праці «Linguistic Schizophrenia and Language Census: A Note on the Indian Situation» (1977) для опису одночасного використання англійської та гінді (та інших індійських мов).

## Використання терміна в Україні

### Історія появи терміна в українському інформпросторі
Термін «мовна шизофренія» набув широкого вжитку в Україні у 2015 році, після публікації книжки мовознавця Юрія Шевчука «Мовна шизофренія. Quo vadis, Україно?». Зокрема, термін «мовна шизофренія» почали часто вживати для опису постійного змішування української та російської на українських телеканалах та в радіоетері.
Довгий час Шевчуку також приписували й першовикористання терміна в українському контексті та найраніші задокументовані згадки вживання ним терміна «мовна шизофренія» датуються лише наприкінці травня 2012 року, коли він вперше публічно вжив його під час його відкритої лекції «Русифікація в Україні. Традиції та інновації» у межах проекту «Новітні тенденції: суспільство, політика, культура» організованого Книгарнею Є та згодом в тому ж році вжив цей термін у своїх інтерв'ю часопису Український тиждень, на телепрограмі «Вечір з Миколою Княжицьким на TVi» тощо. Принагідно, що у тому ж році, за декілька місяців до Шевчука у лютому 2012 року термін вжив також і український журналіст Олексій Мазур у своїй статті для часопису Телекритика.
Пізніше з'ясувалося, що вперше термін «мовна шизофренія» в українському контексті вжив український журналіст Роман Горбик ще у 2006 році коли у своїй рецензії на фільм Прорвемось (2006) для часопису Телекритика він назвав стрічку «областю нероздільного панування мовної шизофренії.»
Ще до Горбика, у 2000 році схожий термін застосував мовознавець Олександр Шумілов, який у своїй статті для часопису Сучасність назвав суржик «мовно-комунікативним виявом національної шизофренії».

### Вжиток терміна в українському контексті

#### Використання для опису ситуації на українському ТБ/радіо
Вислів «мовна шизофренія» доволі влучно окреслив занепокоєність свідомої частини української культурної еліти недостатньою відпорністю широких мас до нав'язуваної російської культурної домінації у ЗМІ, навіть в умовах, коли споживачі двомовного культурного продукту усвідомлюють ворожість російської пропаганди. Довільне змішування української та російської мов загалом сприймається як маніпулятивна технологія. На підставі цитованості виразу «мовна шизофренія» в наукових публікаціях можна казати про його вживаність у якості маркера реально існуючого явища, специфічного для постгеноцидних постколоніальних умов України. 

#### Використання в українських постколоніальних студіях
У своїй праці під назвою «Актуальність дослідження консолідаційних процесів українства постколоніальної доби» професор Ірина Грабовська зазначає що одним з найяскравіших прикладів постколоніального синдрому в сучасній Україні є ситуація з українською мовою, а саме поширення практики мовної шизофренії.

### Критика терміна в Україні
Мовознавець і поет Лесь Белей після лекції Юрія Шевчука у червні 2015 року в Національному університеті «Києво-Могилянська академія» оприлюднив критичний огляд праці «Мовна шизофренія Quo vadis, Україно?». Дефініцію «мовна шизофренія», яку Шевчук обрав для опису ситуації в Україні, Белей схарактеризував як «емоційну та пейоративну метафору», що до того ж містить у собі суперечність — послідовність не може бути рисою шизофренії. На його думку, в Україні відсутня послідовна мовна політика, а медіа-простір є хаотичним ринком, що керується не настановами зверху, а мотивами зиску. Паралельне вживання двох мов Белей оцінив як етап поступової дерусифікації, оскільки «там, де раніше вживалася б тільки російська, сьогодні вживаються дві мови». Заперечуючи оригінально українську природу феномену, він навів приклад Чехословаччини, де також відбувався паралельний вжиток двох мов. Белей також критично поставився до тез Шевчука щодо визначальності мови для українського націєтворення та політики культивації сакральності мови у країнах Заходу, наводячи приклад Ірландії, що не зважаючи на переважну англомовність, «має викристалізувану ірландську самосвідомість».
У відповідь на критику Белея, мовознавець і соціолінгвіст Лариса Масенко опублікувала статтю, в якій стала на бік Юрія Шевчука й звинуватила в некомпетентності самого Белея.

## Додаткова література
- Юрій Шевчук. Мовна шизофренія. Quo vadis, Україно?. Брустурів: видавництво Discursus, 2015. 60 с. ISBN 978-617-7236-45-9